# Quettehou
Quettehou település Franciaországban, Manche megyében. Lakosainak száma 1584 fő (2018. január 1.). Quettehou La Pernelle, Crasville, Morsalines, Octeville-l’Avenel, Saint-Vaast-la-Hougue, Teurthéville-Bocage és Videcosville községekkel határos.

## Népesség
A település népességének változása:
| Lakosok száma | 1586 | 1584 | 1607 | 1583 | 1584 |
|               | 2013 | 2015 | 2016 | 2017 | 2018 |